# Gymnocrex talaudensis
La cotara de las Talaud, cotara de Talaud o rascón de Talaud (Gymnocrex talaudensis) es una especie de ave gruiforme no voladora de la familia Rallidae que habita en las Célebes septentrionales. 

## Distribución y hábitat
Se encuentra en la isla de Karakelang, en las islas Talaud, en zonas de selva tropical junto a arroyos o pantanos.
Está amenazada por la pérdida de hábitat.